# Cap FM (Tunisie)
Cap FM (arabe : كاب اف ام) est une station de radio généraliste privée de Tunisie.
Basée dans ses studios d'Hammamet, elle est fondée par Olfa Tounsi le 24 mars 2012. Elle émet principalement dans les régions de Nabeul et du Grand Tunis. Son nom renvoie au nom qu'on donne en Tunisie à la région de Nabeul, le Cap Bon.

## Programmes
Les émissions de la radio sont les suivantes :
| - Insomnie - Odyssée - Loading... - Cappuccino - Zéro Politique - Hkayet Ennes - Blaa Chbouk - Récap - Dédicap - Maa Wahbi | - Cap Sport - Sport Inter - Contre Attaque - Compus - El Capo - Coup de pouce - Islamouna Al Jamil - Cap Match - Sport Week - Fi Inik Hkaya | - Podium - My Way - Platine - Escales - VIP - Mini Cap - Good vibrations - Éternelles - Le Grand Journal |

La grille estivale 2012 se compose comme suit :
| - Jaw Tounsi - Beach Party - Buterfly - Cap'Corico - Cap Crazy - Cap Fever - Cap Match - Cap Mix | - Cap Sport - Cap Weekend - Clair et Net - Contre Attaque - El Capo - Hkayet el Ness - In the summer time - La Terasse | - Un gars / Une fille - My Way - Odyssée - Saout Al Islam - Sport Week - Sport Inter - The Must - Musiques du monde |

## Équipe
L'équipe de Cap FM est formée de journalistes, artistes, speakers de métiers et techniciens parmi lesquels se trouvent Meriem Ben Mami (actrice) et Wahbi Ben Rhouma (artiste) dans Un gars / Une fille, Mahdi Ben Radhia dans Jaw Tounsi et Awicha Zayene dans Hkayet el Ness.